# Борци (Коњиц)
Борци су насељено мјесто у Босни и Херцеговини, у општини Коњиц, у Херцеговачко-неретванском кантону, које административно припада Федерацији Босне и Херцеговине. Према прелиминарним резултатима пописа 2013. године, у насељу живи свега 30 становника.

## Географија
Насеље Борци налази се на око 10 км удаљености ваздушне линије од Коњица, смештено у подножју источних падина планине Борашнице, на Борачкој висоравни, уз пут који води од Коњица преко Борака ка Главатичеву и даље, уз Неретву на југоисток у Заборане на Невесињском пољу.

## Историја
У Борцима се налази вила која је зидана 1902. године, од 1910. је била власништво Алексе Шантића, који је у њој живео једно време. Проглашена је 2006. националним спомеником.

## Национални споменици културе
Православна црква Св. Апостола Петра и Павла на Борцима саграђена је 1896. године на 30-ак метара удаљености источно од пута Коњиц – Главатичево – Калиновик.
Почетком 1880. године мештани насеља Борци обратили су се Земаљској влади за Босну и Херцеговину молбом да им се одобри изградња мање цркве са пратећим просторијама и материјална помоћ. За цркву постоји опширан запис протојереја Димитрија Јовановића из којег се види да је цркву освештао сам митрополит херцеговачко-захумски Серафин Перовић, 1. септембра 1896. године.
У доба аустроугарске владавине на подручју општине Коњиц саграђена су два православна верска објекта: црква Св. Василија Великог у Коњицу (1886) и ова црква.
У марту 2006. црква је проглашена националним спомеником Босне и Херцеговине од стране Државне комисије за очување националних споменика. Црква је у функцији, а на горњој зони иконостасне преграде цркве постављено је неколико икона: Св. великомученик Георгије, Богородица са Христом, Св. Никола, Св. апостоли Петар и Павле, Света Тројица, и Св. Никола Чудотворац.

## Становништво
По последњем службеном попису становништва из 1991. године, у насељу Борци живела су 254 лица. Становници су претежно били Срби. Према прелиминарним резултатима пописа 2013. у насељу је живело 38 становника, у 11 домаћинства.

## Становништво Борака по националној структури по пописима
| Националност       | 1971. | 1981. | 1991. | 2013. |
| Срби               | 184   | 181   | 187   | 7     |
| Хрвати             | 38    | 35    | 42    | 0     |
| Муслимани          | 2     | 7     | 22    | 19    |
| Југословени        |       |       | 3     | —     |
| Црногорци          | 1     |       |       |       |
| остали и непознато |       |       |       | 4     |
| Укупно             | 225   | 223   | 254   | 30    |

### Кретање броја становника по пописима
| година пописа  | 1948. | 1953. | 1961. | 1971. | 1981. | 1991. | 2013. |
| бр. становника | —     | —     | 282   | 225   | 223   | 254   | 30    |

## Знамените личности
- Филарет Мићевић, епископ Српске православне цркве